# Amarela
Amarela  er en hønserace, der stammer fra Portugal. 
Hanen vejer 6 kg og hønen vejer 4,5 kg. De har en lysebrun hudfarve. De lægger hvide æg. Racen holdes især i det nordlige Portugal og på øen Madeira.